# Lista de prefeitos de Pinhais

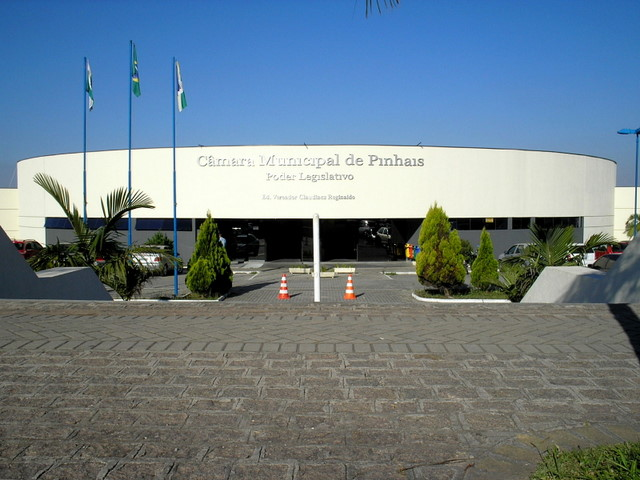
Edifício da sede da Câmara Municipal de Pinhais.

Esta é a lista de prefeitos de Pinhais, município brasileiro no interior do estado do Paraná, que foram emposssados após a emancipação política da cidade, decretada em 20 de março de 1992.
Antes de 1930, os municípios brasileiros eram dirigidos pelos presidentes das câmaras municipais, também chamados de agentes executivos ou intendentes. Somente após a Revolução de 1930 é que foram separados os poderes municipais em Executivo e Legislativo. Contudo, o primeiro representante do poder Executivo e prefeito de Pinhais, João Batista Costa, só assumiu em 1.º de janeiro de 1993, um ano após o município emancipar-se de Piraquara, do qual era distrito.
Hoje, a administração municipal se dá pelos poderes Executivo e Legislativo. O primeiro é representado pelo prefeito e seu gabinete de secretários, em conformidade ao modelo proposto pela Constituição Federal. Luiz Goularte Alves foi o prefeito que mais tempo ficou na prefeitura (oito anos). Atualmente, Rosa Maria Colombo, eleita vice prefeita em 2020, desempenha o cargo, assumindo-o no dia 2 de abril de 2022, após a renúncia da titular Marli Paulino.

## Prefeitos
| Lista de prefeitos do município de Pinhais | Lista de prefeitos do município de Pinhais | Lista de prefeitos do município de Pinhais | Lista de prefeitos do município de Pinhais   | Lista de prefeitos do município de Pinhais | Lista de prefeitos do município de Pinhais | Lista de prefeitos do município de Pinhais                                                   | Lista de prefeitos do município de Pinhais |
| ------------------------------------------ | ------------------------------------------ | ------------------------------------------ | -------------------------------------------- | ------------------------------------------ | ------------------------------------------ | -------------------------------------------------------------------------------------------- | ------------------------------------------ |
| N.º                                        | Nome                                       | Imagem                                     | Partido                                      | Início do mandato                          | Fim do mandato                             | Observações                                                                                  |                                            |
| 1                                          | João Batista Costa                         |                                            | Partido Trabalhista Brasileiro PTB           | 1 de janeiro de 1993                       | 31 de dezembro de 1996                     | —                                                                                            |                                            |
| 2                                          | Siegfrield Böving                          |                                            | Partido Democrático Trabalhista PDT          | 1 de janeiro de 1997                       | 31 de dezembro de 2000                     | —                                                                                            |                                            |
| 3                                          | Luis Cassiano de Castro Fernandes          |                                            | Partido da Social Democracia Brasileira PSDB | 1 de janeiro de 2001                       | 30 de março de 2006                        | Renunciou para concorrer a deputado estadual.                                                |                                            |
| 4                                          | Mário Bonaldo                              |                                            | Partido Republicano Progressista PRP         | 1 de abril de 2006                         | 31 de dezembro de 2008                     | Assumiu após Luis Cassiano de Castro Fernandes renunciar para concorrer a deputado estadual. |                                            |
| 5                                          | Luiz Goularte Alves                        |                                            | Partido dos Trabalhadores PT                 | 1 de janeiro de 2009                       | 31 de dezembro de 2016                     | —                                                                                            |                                            |
| 6                                          | Marli Paulino                              |                                            | Partido Social Democrático PSD               | 1 de janeiro de 2017                       | 1 de abril de 2022                         | Primeira mulher eleita prefeita de Pinhais.                                                  |                                            |
| 5                                          | Prof° Rosa Maria de Jesus Colombo          |                                            | Republicanos REP                             | 2 de abril de 2022                         | 31 de dezembro de 2024                     | Assumiu após Marli Paulino Fagundes renunciar ao mandato para concorrer a deputada estadual. |                                            |
| 5                                          | Prof° Rosa Maria de Jesus Colombo          | Partido Social Democrático PSD             | 1° de janeiro de 2025                        | Atualidade                                 | Prefeita reeleita em sufrágio universal    |                                                                                              |                                            |